# C/1729 P1
 C/1729 P1, Kometa Sarabata – kometa najprawdopodobniej jednopojawieniowa, którą można było obserwować gołym okiem w 1729 roku.

## Odkrycie i obserwacje komety
Kometa została zaobserwowana po raz pierwszy wczesnym rankiem 1 sierpnia 1729 roku przez francuskiego matematyka i naukowca Nicolasa Sarrabata, który dokonał tego odkrycia w mieście Nîmes. Kometa ta osiągnęła maksymalną jasność widomą 3–4m.
Choć peryhelium C/1729 P1 znajdowało się bardzo daleko od Słońca, to kometa ta osiągnęła stosunkowo dużą jasność, co pozwala wysnuć przypuszczenie, że jej jasność absolutna wynosiła ok. -3m. Rozmiary jądra musiały być także bardzo duże jak na kometę (ok. 100 km).

## Orbita komety
C/1729 P1 porusza się po orbicie w kształcie zbliżonym do paraboli o mimośrodzie 1,0. Jej peryhelium znalazło się w odległości aż 4,05 j.a. od Słońca. Nachylenie jej orbity do ekliptyki wynosi 77,1˚. Kometa ta nie powróci najprawdopodobniej już nigdy w okolice Słońca.